# Riciclato Circo Musicale
I Riciclato Circo Musicale sono un gruppo musicale folk rock italiano nato nel 2006. Sono fortemente caratterizzati da un pensiero che unisce ecologismo ed etica DIY e su questa linea hanno sviluppato un'estetica del riuso che li porta ad costruirsi tutti i loro strumenti utilizzando materiali di scarto ed oggetti in disuso.

## Storia

### 2006-2008: La nascita del Riciclato Circo Musicale
I Riciclato Circo Musicale nacquero a Jesi nel 2006 dall'incontro dei musicisti Simone Bellezze, Andrea Accoroni e Alessandro Ferrato. Fin dalla sua nascita, il trio inizia ad autocostruirsi gli strumenti musicali utilizzando i materiali più disparati in un processo creativo che diverrà uno dei loro aspetti più caratterizzanti. E proprio questo aspetto li porterà a suonare spesso in contesti e festival legati a tematiche ecologiste: Dopo il debutto al Teatro Girolamo Magnani di Fidenza in occasione della "Giostra di Maggio", la band suona nello stesso anno in ambiti come "Critica-Mente: l’altro mo(n)do" a Jesi, "Festa del Buonsenso" di Monsano o la "II Rassegna del Turismo Responsabile". Sempre in questo primo anno di attività, i Riciclato Circo Musicale autoproducono il loro primo album intitolato Disco Rigido.
Nel 2007 gli RCM autoptoducono il loro secondo album, intitolato Discarica Elettrica. Tra i concerti che seguirono il disco, quello al Ferrara Buskers Festival inaugurò il loro successivo legame con questo genere di eventi. Nel 2008 vincono il "Premio Urban" al festival Italia Wave di Livorno e il "Premio Differenziata" associato al concorso M'illumino di meno proposto dalla trasmissione radiofonica Caterpillar (Radio2).

### 2009-2013: DaSpazzaTourall'album omonimo
Nel 2009, con il titolo SpazzaTour anteprima 2009 (Agtosound), uscì il primo album dal vivo dei Riciclato Circo Musicale che conteneva alcune registrazioni dei live tenutisi al Festival Adriatico Mediterraneo di Sarajevo ed al Cico Bar di Monsano. Tra i molti concerti di questi anni spiccano le date al Graz Festival (Austria), all'Anomalie Festival di Roma, al Festival Artisti di Strada di Pola (Croazia) e allo Spancir Festival di Varazdin) (Croazia). Nel 2010 sono ospiti della trasmissione televisiva Festa italiana in onda su RAI 1 e condotta da Caterina Balivo.
Seguì l'album omonimo che fu pubblicato dalla Rara Records. Al disco seguirono molti concerti e tra questi al RiciclArte si Napoli, al "L’ambiente si Nota" tenutosi presso Auditorium Parco della Musica di Roma ed al LULL - Lutherie Urbaine Le Local di Parigi.
Intorno al 2011 i Riciclato Circo Musicale divennero un quartetto, prima con l'arrivo di Massimo Prigigallo e poi nel 2013 con la sua sostituzione con Freddy Giorgi.

### 2014-2018: DaElettrodomesticaadIban il Terribile
È del 2014 il quarto album in studio del Riciclato Circo Musicale che si intitola Elettrodomestica, confermando l'attitudine furi dagli schemi della band che anche qui utilizza solo strumenti musicali autocostruiti. Dall'album viene poi estratto il singolo brano Sconfini da cui viene fatto il videoclip Tra i concerti di questo periodo sono da menzionare quello al Riscarti Festival di Roma, al Festival Vegetariano di Gorizia, al Longlake Plus Festival di Lugano ed al Monza EcoFest 2014.
Nel 2015 i Riciclato Circo Musicale partecipano alla sesta edizione dell'Italia's Got Talent in onda il 23 Aprile su Sky Uno. Successivamente vengono invitati a Mattino cinque condotto da Federico Novella e poi a Detto fatto condotto da Caterina Balivo. E ancora partecipano ai programmi radiofonici Fahrenheit (Rai Radio 3) e Decanter (Rai Radio 2).
Nel 2017 uscì l'album successivo inititolato Iban il terribile con cui i Riciclato Circo Musicale "portano festa e ritmi calienti con strumenti riciclati da rifiuti" mescolando i generi più disparati: musica pop, rock, latin, reggae, funk.

### 2019-in poi
Nel 2021 Giovanni Allevi invitò i Riciclato Circo Musicale nel suo documentario televisivo sugli artisti di strada chiamato Allevi in the Jungle e nello specifico nella puntata marchigiana di Ascoli Piceno.
Dal 2022 i Riciclato Circo Musicale sono band residente del programma televisivo Italian green - Viaggio nell'Italia sostenibile condotto da Mario Acampa, Riccardo Cresci, Noemi David e Marco Martinelli.
Hanno una sede a Monsano in cui ospitano laboratori 

## Discografia
- 2006 - Disco Rigido
- 2007 - Discarica Elettrica
- 2009 - SpazzaTour anteprima 2009
- 2010 - Riciclato Circo Musicale
- 2014 - Elettrodomestica
- 2017 - Iban il Terribile

## Premi e riconoscimenti
- 2008 - Premio Urban - Italia Wave (Livorno)
- 2008 - Premio Differenziata - M'illumino di meno (Caterpillar, Rai Radio 2)